# Saint-Paulet
Saint-Paulet település Franciaországban, Aude megyében. Lakosainak száma 203 fő (2022. január 1.). Saint-Paulet Les Cassés, Montmaur, Soupex és Saint-Félix-Lauragais községekkel határos.

## Népesség
A település népessége az elmúlt években az alábbi módon változott:
| Lakosok száma | 170  | 144  | 140  | 183  | 189  | 195  | 199  | 201  | 204  | 203  |
|               | 1968 | 1982 | 1990 | 2006 | 2013 | 2015 | 2017 | 2019 | 2020 | 2022 |